# Nico & Vinz
Nico & Vinz — норвежский дуэт, состоящий из Кауули Николая «Нико» Сереба и Винсента «Винса» Дери. Сформировались в 2010 году под названием Envy, но изменили название на Nico & Vinz в январе 2014 года, после успеха на международной сцене трека «Am I Wrong».

## История

### 2010—2011: Формирование и дебютный микстейп
Нико Сереба норвего-ивуарийского, и Винсент Дери ганского происхождения создавали свою музыку как синтез различных жанров: поп, регги, соул. Их музыкальный вкус формировался под влиянием периодических экскурсий к западному побережью Африки, которые устраивали им родители. Дуэт был основан как Envy, а дебютное выступление произошло на фестивале начинающих музыкантов в 2011 году. Коллектив занял первое место на фестивале Taubertal Open Air Festival World's в категории новых талантов. После этого успеха, дуэт выпустил микстейп Dreamworks: Why Not Me под названием Envy. Материалы были также размещены на стриминговом сервисе WiMP. Сереба разговаривает на английском, норвежском и французском языках, Дери на английском, норвежском и дагари.
В июне 2011 года дуэт выпустил свой дебютный сингл «One Song» под названием Envy. Песня достигла номера 19 в норвежском чарте VG-lista.

### 2011:The Magic Soup and the Bittersweet Faces
Envy выпустили дебютный студийный альбом The Magic Soup and the Bittersweet Faces 27 апреля 2012 года попав на 37-е место в норвежском альбомном чарте VG-lista. «One Song» был выпущен в качестве ведущего сингла из альбома, и попал на 19 строчку в VG-lista. За ним последовал «Go Loud».

### 2013-14: Прорыв и мировой успех «Am I Wrong»
В апреле 2013 года был выпущен трек «Am I Wrong» под названием Envy. В январе 2014 года дуэт изменил свое название на Nico & Vinz в связи с подписанием контракта с Warner Music Group в США, чтобы избежать путаницы с другими исполнителями, носящие аналогичным названия. Песня достигла второй строчки в VG-lista, также заняла вторую позицию в датском чарте Tracklisten и вторую строчку в шведском чарте синглов Sverigetopplistan. Песня также заняла первую строчку в чарте Mainstream Top 40 от Billboard. За ним последовал еще один релиз «In Your Arms», который также завоевал чарты Норвегии, Дании и Швеции.
Клип для песни «Am I Wrong» был срежиссирован Каваром Сингом (англ. Kavar Singh) и снят в Ботсване, возле водопада Виктория, между Замбией и Зимбабве. Клип был снят с целью показать положительную сторону Африки, в то время как настроение на континенте погрязло в негативных новостях. Клип был выпущен на YouTube 20 июня 2013 года.
В начале 2014 года Nico & Vinz получили премию European Border Breakers Award (EBBA) на Eurosonic Festival, также награду Spellemann Awards завершив скандинавский тур. «Am I Wrong» дебютировал на американском радио в апреле 2014 года, где занял позицию мейнстрим-формата. Была занята четвертая строчка в Billboard Hot 100. «Am I Wrong» была исполнена на фестивале iHeartRadio Music Festival в Лас-Вегасе, а также в телевизионном шоу «Dancing with the Stars» в Лос-Анджелесе.
Альбом Black Star Elephant был выпущен в сентябре 2014 года, после вышел сингл «When the Day Comes» в октябре 2014 года.
Nico & Vinz участвовали в записи трека «Lift Me Up» с Дэвидом Геттой, для альбома Listen, совместно с южно-африканской группой Ladysmith Black Mambazo.
Песня «Find a Way», записанная при участии Эммануэля Джала, была использована в фильме Ложь во спасение. Также в игре FIFA 15 использовался трек «When the Day Comes».

### 2015-настоящее время: третий студийный альбом иCornerstone
В октябре 2015 года дуэт выпустил EP Cornerstone. «That’s How You Know» с участием Биби Рексы был выпущен как первый сингл из EP, и достиг второй строчки в чартах Норвегии и Австралии.
Затем Nico & Vinz выпустили песню «Hold It Together», которая входит в состав третьего студийного альбома, который выйдет в 2016 году.
Второй сингл из Cornerstone вышел под названием «Praying to a God».

## Награды
- 2014: Spellemannprisen

## Дискография
Студийные альбомы
- The Magic Soup and the Bittersweet Faces (2012)
- Black Star Elephant (2014)[15]

Микстейпы
- Dreamworks: Why Not Me (2010)

Расширенные издания
- Cornerstone (2015)[16]